# Hypochaeris tenuifolia
Hypochaeris tenuifolia là một loài thực vật có hoa trong họ Cúc. Loài này được (Hook. & Arn.) Trev. ex Griseb. mô tả khoa học đầu tiên năm 1879.